# A Working Man
A Working Man is een Amerikaanse thriller-actiefilm uit 2025 geregisseerd en mede geschreven en geproduceerd door David Ayer. De film is gebaseerd op het boek Levon's Trade van schrijver Chuck Dixon en ging op 28 maart 2025 in première.

## Verhaal
De film volgt Levon Cade die zijn voormalig beroepsleven als marinier achter zich heeft gelaten om een eenvoudig leven te leiden. Hij werkt inmiddels in alle rust in de bouw terwijl hij voor zijn dochter zorgt. Deze rust verandert al snel als de tienerdochter van zijn baas verdwijnt. Levon wordt opgeroepen om nog één keer zijn vaardigheden, in de schimmige wereld van geheime operaties, opnieuw te gebruiken.

## Rolverdeling
| acteur             | personage         |
| ------------------ | ----------------- |
| Jason Statham      | Levon Cade        |
| David Harbour      | Gunny Lefferty    |
| Jason Flemyng      | Wolo Kolisnyk     |
| Michael Peña       | Joe Garcia        |
| Arianna Rivas      | Jenny Garcia      |
| Noemi Gonzalez     | Carla Garcia      |
| Emmett J. Scanlan  | Viper             |
| Eve Mauro          | Artemis           |
| Maximilian Osinski | Dimi Kolisnyk     |
| Kristina Poli      | Svetlana Kolisnyk |
| Max Croes          | Karp              |
| Andrej Kaminsky    | Symon Kharchenko  |
| Alana Boden        | Nina              |
| Isla Gie           | Merry Cade        |

## Achtergrond

### Ontstaan
Oorspronkelijk was Sylvester Stallone bezig met het ontwikkelen van een televisieserie gebaseerd op het boek Levon's Trade van schrijver Chuck Dixon. Uiteindelijk werd het project veranderd naar een film en werd in 2023 aangeboden bij het American Film Market-event. In januari 2024 werden de rechten voor de film gekocht door Amazon MGM Studios.

### Ontwikkeling en productie
De film werd geregisseerd door David Ayer, daarnaast schreef Ayer samen met Sylvester Stallone het scenario van de film. Stallone en Ayer waren tevens bij de film betrokken als producenten, bij de productie werden zij bijgestaan door Chris Long, Jason Statham, John Friedberg, Bill Block en Kevin King Templeton. De opnames van de film gingen in april 2024 van start in Londen, Engeland. Verdere opnames vonden plaats bij Winnersh Film Studios in Berkshire, hier werden de opnames op 31 mei 2024 afgerond. In december 2024 werd de titel van de film gewijzigd van Levon's Trade naar de officiële titel A Working Man. Hoofdrollen in de film waren weggelegd voor onder anderen Jason Statham, David Harbour, Michael Peña, Emmett J. Scanlan en Maximilian Osinski.

## Release en ontvangst
A Working Man ging op 28 maart 2025 in de Verenigde Staten in première. Oorspronkelijk stond de film gepland om uit gebracht te worden op 17 januari 2025. De film werd door recensenten in het algemeen gemengd ontvangen. Op Rotten Tomatoes heeft de film een score van 53% op basis van 86 beoordelingen. Metacritic komt op een score van 55/100, gebaseerd op 27 beoordelingen.